# Nedbrydere
Organismer kaldes nedbrydere (detritivorer), når de skaffer sig næringsstoffer og energi ved at omsætte detritus (dødt organisk materiale incl. førne).
Man kan inddele nedbrydere i aerobe organismer (iltkrævende) - og anaerobiske organismer (omsætter typisk uden ilt).
Langt de fleste nedbrydere er aerobe organismer og de lever på eller i de øverste jordlag, hvor forholdene er gunstige for dem: Her findes det stof, de skal leve af, og her er der er godt miljø med tilstrækkelig ilt og vand.
Alkoholisk fermentering er et eksempel på en velkendt anaerobisk nedbrydning, som også anvendes af mennesker ved bagning - og fremstilling af mange alkoholiske drikkevarer (fx cider, vin og øl).
Nedbryderne danner deres egne, komplicerede nedbrydernet, som bygger på energi og stof i den førne, der lander på jorden. Disse net er kun kendt i de allermest grove træk, og forskningen afslører hele tiden nye detaljer om dem. Detaljer, som ofte har væsentlig betydning for tilværelsen oven på jorden.
Blot to eksempler:
1. John Klironomos og hans medarbejdere afslørede, at sammensætningen af nedbrydersamfundet i jorden har bestemmende indflydelse på plantesamfundet over jorden. En dominerende bestand af bakterier begunstiger det åbne lands urtevegetation (eng, overdrev, ager), mens en dominerende svampebestand fremmer vækst og trivsel hos træagtige planter (hede, skov).
2. Elaine Ingham og andre forskere har vist, at balancen mellem bakterier og svampe bestemmes af følgende faktorer: sammensætningen af førnen (fødeudbuddet), af pH i jorden og af rovdyrbestanden. Det sidste var helt overset, men nu er man klar over, at bakterieædende amøber og svampeædende nematoder kan holde deres fødeorganismer nede i en grad, så det hæmmer omsætningen af førnen.

Det er velkendt, at bakteriel nedbrydning foregår ca. 10 gange hurtigere end svampeomsætning. Bakteriel nedbrydning får man, når førnen er rig på sukker, stivelse og protein, og når den er fattig på hæmmende stoffer som fenoler, terpener eller tanniner. Svampene overtager nedbrydningen, når disse forhold ikke er til stede. Dvs. når førnen er fattig på hurtigt nedbrydelige stoffer, men omvendt er rig på hæmmende stoffer. Det betyder i grove træk, at bakterier er bedst til at omsætte dyrerester og urteagtigt plantemateriale, mens svampene er bedst, når det drejer sig om træagtigt materiale. Når man holder det sammen med Klironomos opdagelse, så fremgår det, at samspillet mellem nedbryderfloraen og områdets plantesamfund er selvforstærkende, at det er i homøostase.

En plante indeholder følgende stofgrupper: næringstoffer, kulhydrater, lignin, proteiner og fedtstoffer, der alle bliver til CO2, vand og mineralske stoffer. Desuden bliver store dele af dem oplagret i form af humus. Under hele processen frigives energi i form af varme (se respiration).
Generelt kan man sige:
| Citat                                                                                          | Forholdet kan bedst beskrives sådan, at klimaet sætter den overordnede ramme for nedbrydningshastigheden, mens kvaliteten af førnen afgør den reelle hastighed inden for den ramme, som er sat af klimaet. | Citat |
| — Cindy E. Prescott: Decomposition and Mineralization of Nutrients from Litter and Humus, 2019 | |       |

Derfor er en række forhold, som skal være gunstige, før nedbrydningen kan foregå uhindret:
- adgang til egnet, dødt materiale (førne)
- lavt C/N-forhold i materialet
- lavt indhold af hæmmende stoffer i materialet
- neutralt eller svagt basisk pH
- uhindret adgang til ilt
- konstant fugtighed
- varme (ikke under 5 grader C.)
- passende sammensætning af nedbryderfloraen
- passende sammensætning af højere dyr

Denne viden om nedbryderne kan bruges praktisk.
1. Hæmmende – i vores bestræbelser på at gøre fødemidler holdbare (se konservering af fødevarer).
2. Fremmende – i vores indsatser for at lave en effektiv nedbrydning af haveaffald (se kompostering).

## Nedbrydergrupper
Følgende organismer er afgørende i forbindelse med nedbrydning af organisk stof.
- Amøber (ca. 8.000 millioner pr. m² jord)
- Bakterier
- Bænkebidere
- Enkytræ (ca. 17.000 pr. m² jord)
- Insekter
- Mider (ca. 48.000 pr. m² jord)
- Nematoder (ca. 4 millioner pr. m² jord)
- Regnorme (ca. 200 pr. m² jord)
- Skolopendere
- Svampe
- Tusindben
- Urinsekter (ca. 50.000 pr. m² jord)